# Loram Wetan
Loram Wetan is een bestuurslaag in het regentschap Kudus van de provincie Midden-Java, Indonesië. Loram Wetan telt 9273 inwoners (volkstelling 2010).